# Saumont-la-Poterie
Pour les articles homonymes, voir Saumont (homonymie).
Saumont-la-Poterie est une commune française située dans le département de la Seine-Maritime, en région Normandie.

## Géographie
| Forges-les-Eaux | La Bellière, Pommereux | Haussez  |
|                 | Saumont-la-Poterie     |          |
| Mésangueville   |                        | Ménerval |

### Hydrographie
La commune est située dans le bassin Seine-Normandie. Elle est drainée par l'Epte, la Cayenne, le cours d'eau 01 de la commune de Pommereux, le cours d'eau 01 de la commune de Saumont-la-Poterie, le cours d'eau 08 de la commune de Saumont-La-Poterie, le fossé 02 de la commune de Saumont-la-Poterie, le fossé 09 de la commune de Saumont-La-Poterie, le ruisseau de Saumont et le ruisseau du Moulin Breteau,,.
L'Epte, d'une longueur de 113 km, prend sa source dans la commune de Compainville et se jette  dans la Seine à Notre-Dame-de-la-Mer, après avoir traversé 44 communes. Les caractéristiques hydrologiques de l'Epte sont données par la station hydrologique située sur la commune. Le débit moyen mensuel est de 0,343 m3/s. Le débit moyen journalier maximum est de 7,04 m3/s, atteint lors de la crue du 16 décembre 2011. Le débit instantané maximal est quant à lui de 11,1 m3/s, atteint le même jour.

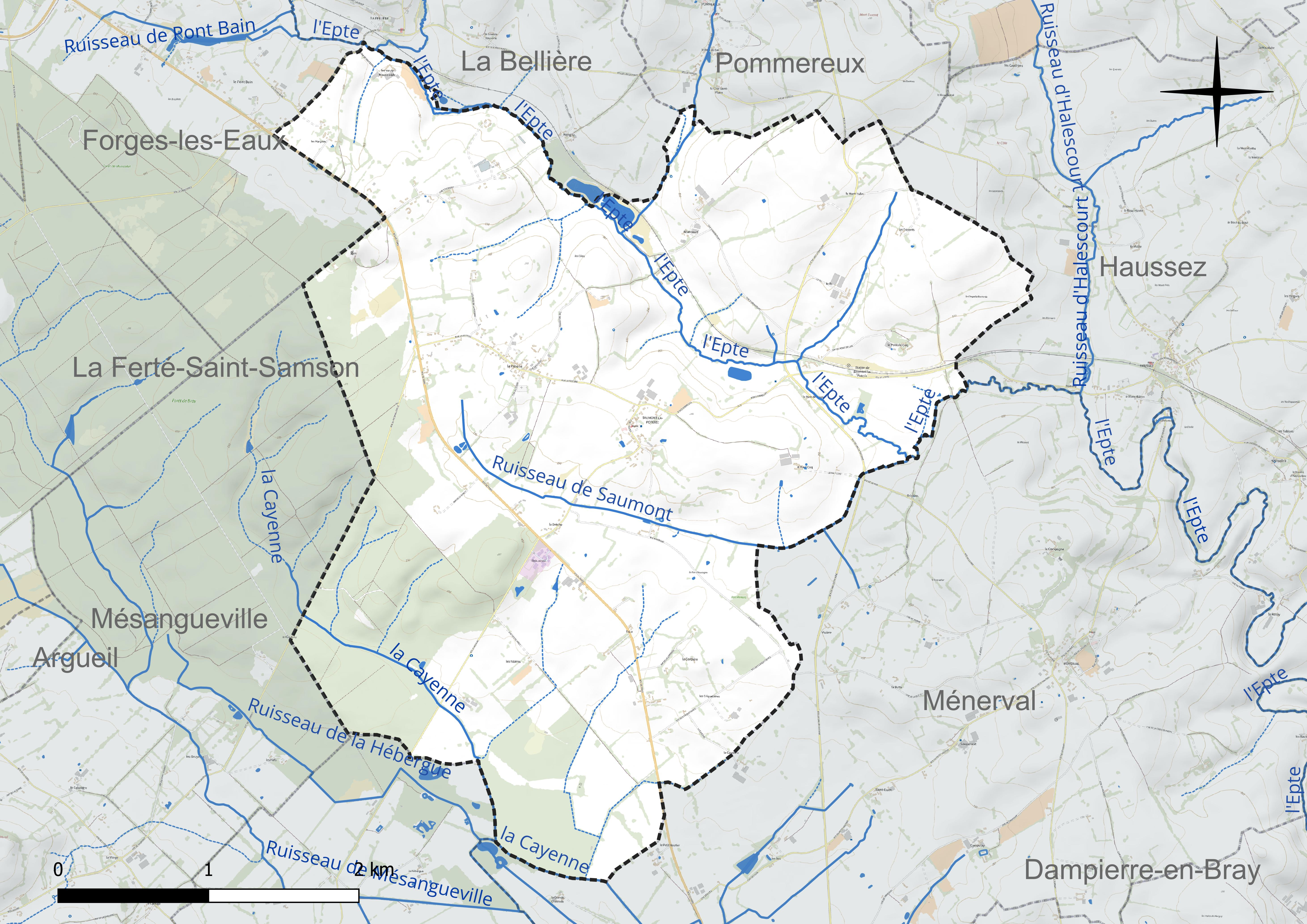
Réseau hydrographique de Saumont-la-Poterie.

### Climat
Pour des articles plus généraux, voir Climat de la Normandie et Climat de la Seine-Maritime.
En 2010, le climat de la commune est de type climat océanique dégradé des plaines du Centre et du Nord, selon une étude du CNRS s'appuyant sur une série de données couvrant la période 1971-2000. En 2020, Météo-France publie une typologie des climats de la France métropolitaine dans laquelle la commune est exposée à un climat océanique et est dans la région climatique  Côtes de la Manche orientale, caractérisée par un faible ensoleillement (1 550 h/an) ; forte humidité de l’air (plus de 20 h/jour avec humidité relative > 80 % en hiver), vents forts fréquents. Parallèlement le GIEC normand, un groupe régional d’experts sur le climat, différencie quant à lui, dans une étude de 2020, trois grands types de climats pour la région Normandie, nuancés à une échelle plus fine par les facteurs géographiques locaux. La commune est, selon ce zonage, exposée à un « climat contrasté des collines », correspondant au Pays de Bray, bien arrosé et frais.
Pour la période 1971-2000, la température annuelle moyenne est de 9,9 °C, avec une amplitude thermique annuelle de 14 °C. Le cumul annuel moyen de précipitations est de 842 mm, avec 12,7 jours de précipitations en janvier et 8,6 jours en juillet. Pour la période 1991-2020, la température moyenne annuelle observée sur la station météorologique la plus proche, située sur la commune de Forges-les-Eaux à 7 km à vol d'oiseau, est de 10,7 °C et le cumul annuel moyen de précipitations est de 860,1 mm,. Pour l'avenir, les paramètres climatiques de la commune estimés pour 2050 selon différents scénarios d’émission de gaz à effet de serre sont consultables sur un site dédié publié par Météo-France en novembre 2022.

## Urbanisme

### Typologie
Au 1er janvier 2024, Saumont-la-Poterie est catégorisée commune rurale à habitat dispersé, selon la nouvelle grille communale de densité à sept niveaux définie par l'Insee en 2022.
Elle est située hors unité urbaine et hors attraction des villes,.

### Occupation des sols
L'occupation des sols de la commune, telle qu'elle ressort de la base de données européenne d’occupation biophysique des sols Corine Land Cover (CLC), est marquée par l'importance des territoires agricoles (83,8 % en 2018), en augmentation par rapport à 1990 (82,7 %). La répartition détaillée en 2018 est la suivante : 
prairies (69,2 %), terres arables (13,1 %), forêts (11,6 %), milieux à végétation arbustive et/ou herbacée (4,7 %), zones agricoles hétérogènes (1,6 %). L'évolution de l’occupation des sols de la commune et de ses infrastructures peut être observée sur les différentes représentations cartographiques du territoire : la carte de Cassini (XVIIIe siècle), la carte d'état-major (1820-1866) et les cartes ou photos aériennes de l'IGN pour la période actuelle (1950 à aujourd'hui).

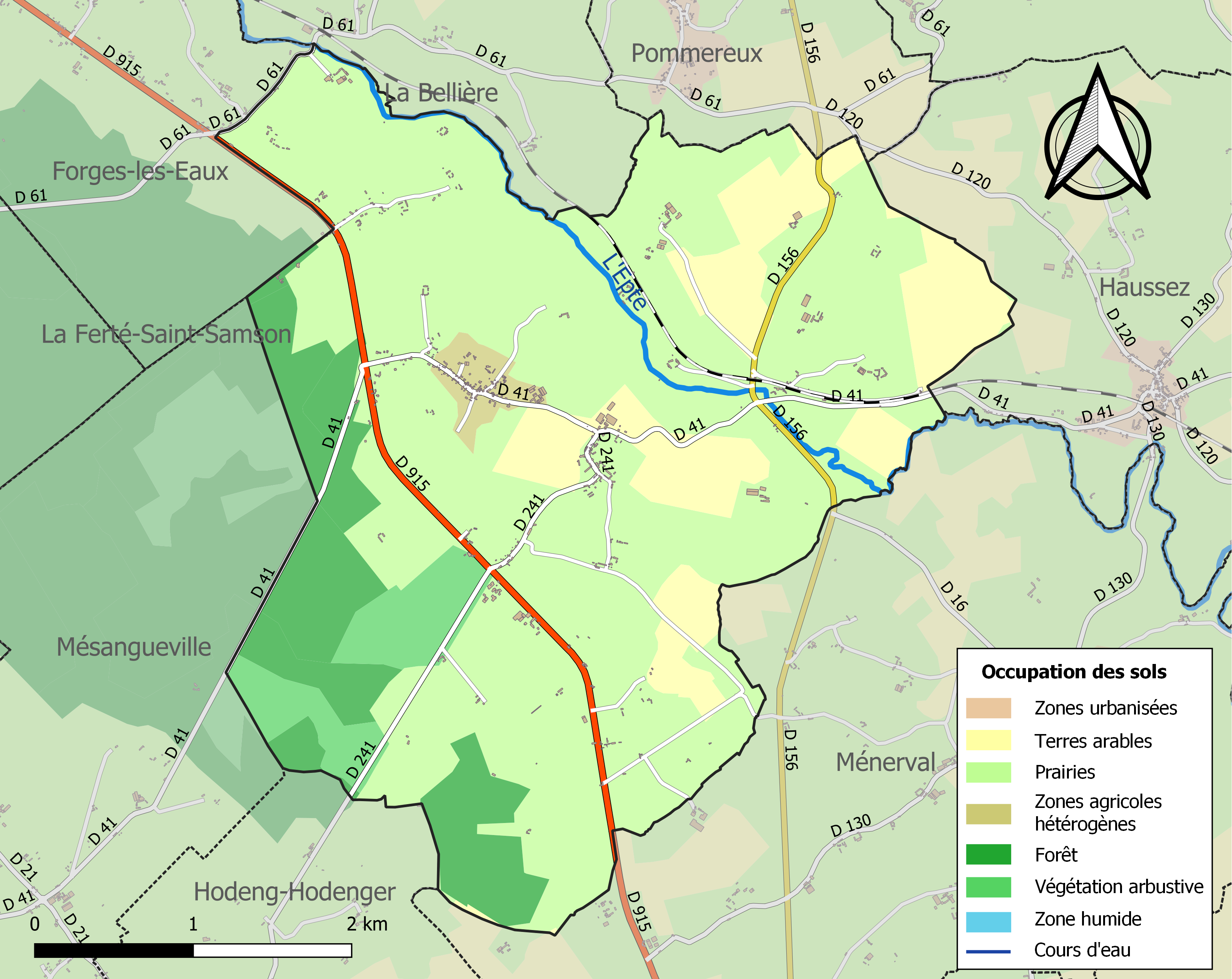
Carte des infrastructures et de l'occupation des sols de la commune en 2018 (CLC).

## Toponymie
Le nom de la localité est attesté sous les formes Seiwalt Mont, Seiwaltmont vers 1043,, Mont Seiwolt en 1046 et 1048,.
Il s'agit d'une formation toponymique médiévale en -mont « élévation, colline, mont », précédée par un anthroponyme. Seiwalt- Seiwolt peut représenter le nom de personne de type anglo-saxon Saewald, colon venu d'Angleterre avec les Danois vers le Xe siècle. On trouve d'autres anthroponymes anglo-saxons composés avec l'élément -wald en Normandie, comme éléments de toponymes, par exemple Canouville (latinisé en Kenualdi villa 1025-26) de Kenewald. Les noms de personnes vieux norrois *Sævaldr (variante de Sævaldi) et germanique continental Si(g)wald(us) conviennent également.
Le déterminant complémentaire la-Poterie est attesté dès 1291, évoque une ancienne activité artisanale, probablement à cause du fief de La Poterie, situé sur la voie romaine à environ 700 m au nord-ouest du centre de Saumont.
Une commune nommée Abancourt, également paroisse sous le vocable de Saint-André, existait à environ un kilomètre au nord de l'église de Saumont. Elle se situait sur la rive gauche de l'Epte. En 1823, la commune d'Abancourt fut annexée à celle de Saumont-la-Poterie.
Le nom de lieu Abancourt, attesté en 1146 et vers 1220, est en fait une formation toponymique du Haut Moyen Âge. En effet, François de Beaurepaire observe que les noms en -court ne sont jamais composés avec des noms de personnes anglo-scandinaves, contrairement au nom en -ville et que, par conséquent, ils ne peuvent être postérieurs au IXe siècle. Les formations en -court caractéristiques du nord du pays de langue d'oïl correspondent à l'établissement de Francs plus ou moins romanisés, le premier élément du nom de lieu est généralement un nom de personne germanique, ici Abbo au cas régime,.

## Histoire
Un fief d’Abencourt est attesté en 1146 alors que Hugo de Hosdenc approuve la vente des dîmes d'abancourt à l'abbaye de Beaupré. En 1220, cette seigneurie relève de Gilo de Hosdenc (« de Hodeng »), mentionné par l'évêque de Senlis dans son inventaire des fiefs de Normandie complété pour Philippe Auguste. Le nom du propriétaire-lige du fief n'y est pas mentionné. Plusieurs fiefs du pays de Bray relevaient de Gilo de Hosdenc. Plusieurs documents du XIVe siècle au XVIIIe siècle reliés à la famille d'Abancourt citent l'endroit ou des parcelles de terre de cet Abancourt et des communes limitrophes.

## Politique et administration
| Période                                  | Période                    | Identité                  | Étiquette | Qualité          |
| ---------------------------------------- | -------------------------- | ------------------------- | --------- | ---------------- |
| Les données manquantes sont à compléter. |                            |                           |           |                  |
|                                          |                            | Emmanuel Delarue          |           |                  |
|                                          |                            | Alfred Lefrancois         |           |                  |
|                                          |                            | Maurice Gavrel            |           |                  |
|                                          |                            | Jules Feret               |           |                  |
|                                          |                            | Debeauvais                |           |                  |
| Les données manquantes sont à compléter. |                            |                           |           |                  |
| 1983                                     | 2001                       | Jean Heude                |           |                  |
| 2001                                     | 2006                       | Jean-Louis Bance          |           |                  |
| mars 2006                                | mai 2020                   | Marie-Bernadette Thillard |           | Retraitée        |
| juillet 2020                             | En cours (au 10 août 2020) | Roland Devin              |           | Artisan retraité |

## Démographie
L'évolution du nombre d'habitants est connue à travers les recensements de la population effectués dans la commune depuis 1793. Pour les communes de moins de 10 000 habitants, une enquête de recensement portant sur toute la population est réalisée tous les cinq ans, les populations de référence des années intermédiaires étant quant à elles estimées par interpolation ou extrapolation. Pour la commune, le premier recensement exhaustif entrant dans le cadre du nouveau dispositif a été réalisé en 2005.

En 2022, la commune comptait 413 habitants, en évolution de +0,24 % par rapport à 2016 (Seine-Maritime : +0,35 %, France hors Mayotte : +2,11 %).
| 1793 | 1800 | 1806 | 1821 | 1831 | 1836 | 1841 | 1846 | 1851 |
| ---- | ---- | ---- | ---- | ---- | ---- | ---- | ---- | ---- |
| 460  | 464  | 494  | 539  | 741  | 724  | 749  | 679  | 608  |

| 1856 | 1861 | 1866 | 1872 | 1876 | 1881 | 1886 | 1891 | 1896 |
| ---- | ---- | ---- | ---- | ---- | ---- | ---- | ---- | ---- |
| 617  | 656  | 619  | 634  | 627  | 626  | 627  | 652  | 600  |

| 1901 | 1906 | 1911 | 1921 | 1926 | 1931 | 1936 | 1946 | 1954 |
| ---- | ---- | ---- | ---- | ---- | ---- | ---- | ---- | ---- |
| 593  | 574  | 611  | 589  | 600  | 551  | 501  | 541  | 501  |

| 1962 | 1968 | 1975 | 1982 | 1990 | 1999 | 2005 | 2006 | 2010 |
| ---- | ---- | ---- | ---- | ---- | ---- | ---- | ---- | ---- |
| 464  | 452  | 363  | 312  | 365  | 382  | 390  | 389  | 405  |

| 2015 | 2020 | 2022 | - | - | - | - | - | - |
| ---- | ---- | ---- | - | - | - | - | - | - |
| 414  | 411  | 413  | - | - | - | - | - | - |

## Culture locale et patrimoine

### Lieux et monuments
- Église Saint-Denis (Saumont).
- Le pont de Coq.

### Personnalités liées à la commune
- Famille d'Abancourt[29].
- Édouard Devambez (né le 11 mars 1844 à Saumont-la-Poterie et mort en 1923 à Paris), industriel, graveur, imprimeur et éditeur d'art.

## Pour approfondir